# 112 de Ocean Avenue (Amityville)
El 112 de Ocean Avenue es una casa de estilo colonial ubicada en la localidad de Amityville, en el Estado de Nueva York, Estados Unidos. Se trata de un inmueble de tres pisos, cubierto por tejas oscuras y actualmente fachada blanca (aunque originalmente tenía la fachada oscura). El solar que conforma la propiedad es rectangular e incluye un jardín que rodea la vivienda, además de piscina privada y un embarcadero. Sufrió un cambio en la numeración de la casa, pasó de ser el 112 de Ocean Avenue a ser el 108 de Ocean Avenue, cuyo único fin era evitar a los fanáticos que visitaban la casa. También se sustituyó las ventanas con forma de ojos del ático, por ventanas normales con postigos abiertos.   
Este enclave se hizo mundialmente famoso cuando, el 13 de noviembre de 1974, la familia DeFeo fue asesinada por el hijo mayor, Ronald DeFeo, Jr., en la casa, mientras todos dormían plácidamente en sus camas. Posteriormente, el 18 de diciembre de 1975, la familia conformada por George y Kathy Lutz, y sus tres hijos, decidió comprar la casa para mudarse a vivir allí. Sin embargo, tan solo 28 días más tarde, abandonaron la morada precipitadamente señalando la presencia de extraños sucesos atribuidos a fuerzas paranormales. Estos hechos fueron posteriormente desmentidos bajo acusaciones de fraude, señalando que el abogado de DeFeo, William Weber, intentó buscar la liberación de su cliente asegurando que este había sido manipulado por fuerzas sobrenaturales que hechizaban la casa, y aprovechándose de la situación económica precaria de los Lutz para que estos sostuvieran la coartada afirmando que eran verdaderos dichos sucesos.
No obstante, la mansión pasó a la fama como la casa maldita de Amityville, en parte gracias a la novela «The Amityville Horror: A true story» (1977) de Jay Anson, que luego motivó varias películas de Hollywood centradas en el tema paranormal, siendo la primera The Amityville Horror (1979) de Stuart Rosenberg.

## Masacre y juicio
Todo comenzó con una masacre en una gran casa, situada en el 112 de Ocean Avenue, en el poblado de Amityville (Nueva York). El día 13 de noviembre de 1974, un joven de veintitrés años, llamado Ronald DeFeo, Jr. (conocido como Ronnie o Butch), asesinó fríamente a toda su familia mientras dormían en sus camas, con un fusil de gran calibre, alrededor de las 3:15 de la madrugada.
Las víctimas fueron sus padres (Ronald DeFeo padre, cuarenta y cuatro años; Louise DeFeo cuarenta y tres años) y sus cuatro hermanos (Dawn, dieciocho años; Allison, trece años; Mark, doce años; John, nueve años). Todos yacían boca abajo, con la cabeza reposando sobre sus brazos en cruz. A todos les disparó por la espalda, menos a su madre, Louise, a quien le disparó en la cabeza.
Tras la matanza, Butch recogió toda su ropa manchada de sangre, la funda del fusil y unas balas del arma, e introdujo todo en una funda de almohada, que posteriormente encontró la policía en una alcantarilla llena de hojas secas. Después de aquello, Ronald se fue a un bar de su barrio, The Witches’ Brew, y le dijo al chico que trabajaba ahí, Joe Yeswit, que alguien había disparado a sus padres. Butch y Joe se dirigieron a la casa y llamaron a la policía, diciendo que había ocurrido un tiroteo.
Cuando la policía llegó, irrumpieron en la casa y descubrieron que ahí yacían seis cuerpos sin vida y sacaron los cadáveres de la casa. Obviamente, Ronald era el principal sospechoso, ya que era la única persona de la familia que no había sido asesinada. Al ser interrogado, Ronnie dijo que había salido pronto de su casa para adelantar trabajo, pero la hora de la muerte no encajaba y su coartada falló. El chico fue arrestado y sometido a juicio.
Para respaldarse en su inocencia, DeFeo dijo que unas voces que él escuchaba en su casa le habían obligado a hacerlo. Aquel testimonio resultó absurdo para el juzgado, ya que tenían entendido que Ronald tenía un pequeño historial delictivo y coqueteaba con las drogas. El joven perdió contra la ley, la cual le obligó a cumplir una condena por seis homicidios de segundo grado, por lo tanto cumpliría cadena perpetua sin libertad condicional.
Recientemente se halló otra arma escondida en el embarcadero, por lo que se cree que el asesinato de la familia DeFeo pudo haber sido premeditado por la mafia y que Ronald recibió ayuda para efectuar la matanza, tal y como declaró en una ocasión. Existen teorías que explican que los posteriores sucesos que ocurrieron en la casa, los fenómenos paranormales que supuestamente atormentaron a los Lutz, fueron una farsa para encubrir los verdaderos fines de la mafia, que a la sazón deseaba quedarse con el dinero de los DeFeo. Según algunas referencias, esto podría encajar dado que varios de quienes deseaban esclarecer los sucesos allí ocurridos, es decir, demostrar que todo fue una farsa —como por ejemplo el Dr. Kaplan—, murieron uno por uno misteriosamente.

## La familia Lutz

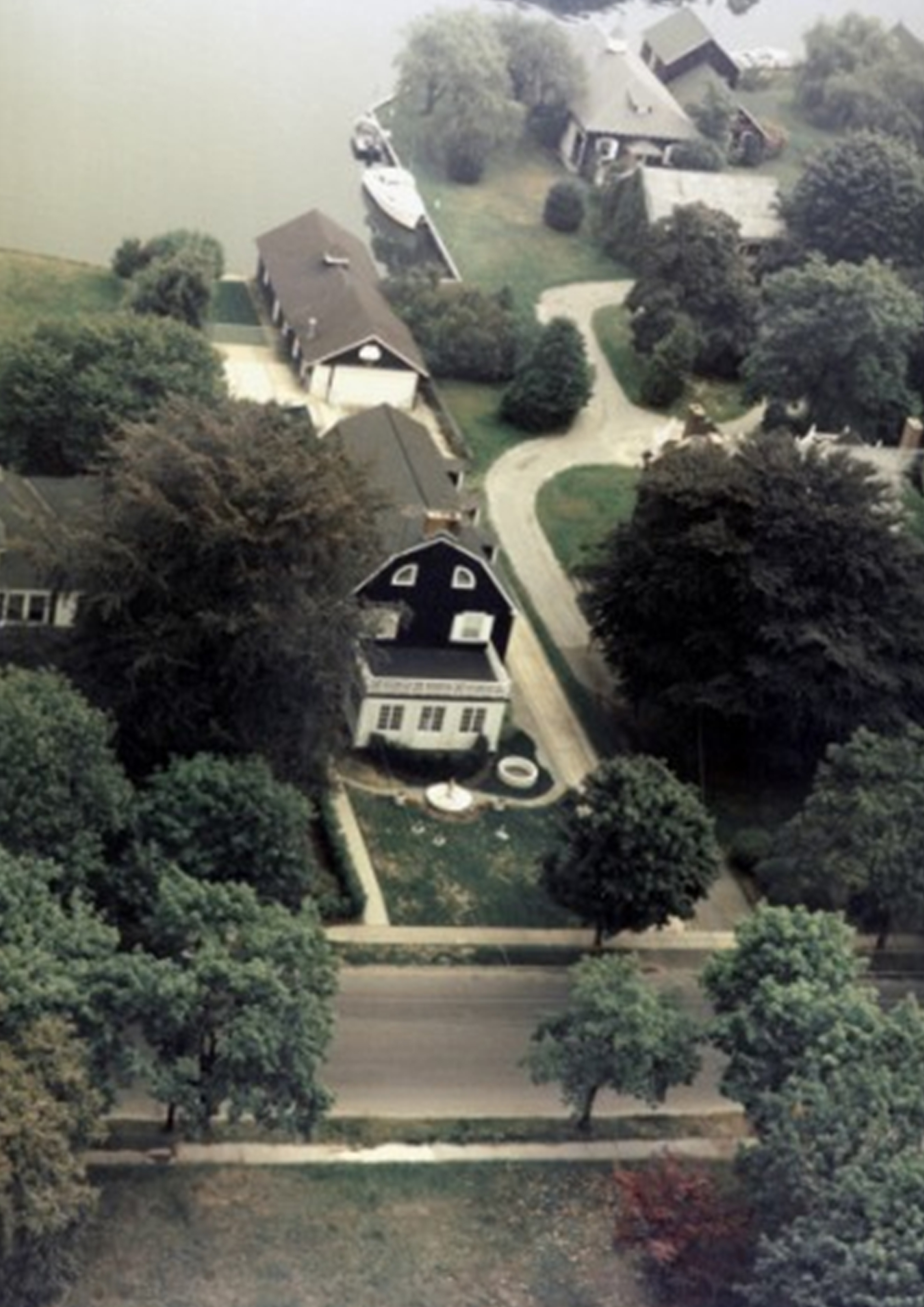
Vista aérea de la casa.

George Lutz tenía treinta años y era padre de familia. Poseía su propia empresa topográfica “William H. Parry, Inc.”. Entre los meses de julio y noviembre, él y su esposa Kathy Lutz, también de treinta años, habían visitado más de cincuenta viviendas en la costa sur de la isla, antes de decidirse a buscar en Amityville. Ninguna casa de precio comprendido entre treinta mil y cincuenta mil dólares reunía todos los requisitos que los Lutz querían que tuviera su nuevo hogar; que estuviese cerca del mar y que George pudiera trasladar ahí su oficina.
Continuando con la búsqueda, George visitó la “Inmobiliaria Conkin” de Massapequa Park y habló con la agente Edith Evans. Ésta le dijo que tenía una casa en venta que deseaba mostrarles y que podría hacerlo entre las tres y las tres y media de ese mismo día. George aceptó la invitación y les condujo ahí a las tres de la tarde.
La chica se mostró muy amable y les dijo que no sabía lo que buscaban, pero que deseaba mostrarles aquella casa. El número 112 de Ocean Avenue es un edificio grande de tres pisos, cubierto por tejas oscuras y fachada igualmente oscura. Es un solar bastante amplio con un jardín muy grande, y, en un poste que se sitúa al final del camino empedrado de la entrada, hay un pequeño rótulo con el nombre adjudicado a la casa, el cual puso su anterior propietario: “High Hopes”. El dueño de la casa colgó aquel cartel, como ironía del destino, por las grandes expectativas que tenía sobre su vida al comprar la casa.
Al mirar las magníficas vistas de aquella casa, George advirtió que los postigos de las casas vecinas, estaban cerrados en todas las direcciones que apuntaban a la casa, pero no cuando apuntaban a otras casas distintas. 
Hacía casi un año que estaba aquella casa en venta. No había sido anunciada por ninguna parte pero estaba perfectamente descrita en la inmobiliaria de la señorita Evans: «Zona residencial de Amityville: 6 dormitorios, colonial holandés, espacioso cuarto de estar, magnífico comedor, atrio cerrado, 3 baños, sótano completo, garaje para 2 coches, piscina de agua caliente y amplia caseta para botes». Pedían 80 000$US.
George se sorprendió muchísimo y pensó que el precio era erróneo, pero tras una visita por el interior de la casa, Evans les confesó sin mayor dilación que aquella había sido la casa donde aconteció la tragedia de los DeFeo. Sin embargo tanto George como Kathy se mantuvieron aparentemente indiferentes. De hecho, la casa reunía todos los requisitos que ellos querían y más. Por ello, aunque excediera de su presupuesto inicial, la consideraron la casa de sus sueños. George dijo que «después de todo, los fantasmas no matan, las casas tampoco, solo matan las personas».
Salió a la luz que el caso de los Lutz solo se debió a fines de interés, ya que el abogado de DeFeo quería reducir la sentencia que su cliente había ganado (pena de muerte) entonces al convencer a la gente de que los demonios que enfrentaron a DeFeo sí eran reales, usaron el efecto placebo y la gente consumió la historia de los Lutz y su posterior película. 
Además, las siguientes familias luego de los Lutz no experimentarían actividad paranormal; George y Kathy se mudarían a su nueva vivienda con los tres hijos del matrimonio anterior de Kathy; Christopher, Danny y Missy.

## Primeros sucesos
Los Lutz afirman que desde el primer día, en la casa sucedió algo extraño. Llamaron al padre Pecoraro para que les bendijera su nueva morada, y, en una de las habitaciones, el padre escuchó una voz siniestra que le dijo “¡fuera de aquí!”. El padre Pecoraro se estremeció, pero continuó bendiciendo la casa, y cuando terminó, rechazó la propuesta que le había hecho Kathy, de quedarse a comer en su casa, y salió lo más rápido posible de ahí. Tras la bendición del padre, los Lutz estuvieron realizando sus tareas de mudanza, como ordenar cajas, trastos, organizar ropa, mover cosas de lugar y demás tareas.
Al acabar el día, Kathy y George acostaron a los niños y ellos se quedaron en la sala de estar. George alimentaba el fuego con leños porque notaba un frío glacial en la casa, aunque el termostato estuviese a una temperatura superior a 20 °C. A las once de la noche, George y Kathy se fueron a dormir por primera vez en su nueva casa.
George se despertó con un fuerte golpe en la puerta principal y se levantó de un salto. Abrió la puerta y no vio a nadie, pero escuchó a Harry, su perro, ladrando en el jardín y entonces se fijó en que la caseta de los botes se escuchaban gemidos sexuales y estaban las puertas abiertas. George se extrañó al recordar que las había cerrado, pero pensó que sería una mala jugada por el sueño. George volvió a su cama eran las tres y cuarto de la madrugada. Esa fue la primera noche que George se despertó a esa misma hora.
Al día siguiente, George tenía un frío glacial y estaba comprobando todas las puertas y ventanas de la casa para cerrarlas, por si alguna hubiera quedado abierta, cuando entró en el cuarto de costura. Al irrumpir en la habitación, George se quedó perplejo al ver cientos de moscas en la ventana, a pesar de que estuvieran en pleno invierno, George cogió un periódico enroscado y mató todas las moscas que pudo. A las demás las echó por la ventana. 
Esa misma noche, George se despertó sobresaltado por un fuerte ruido. A pesar de que había revisado todas las puertas y ventanas, la del cuarto de costura estaba abierta y la puerta se abría y cerraba continuamente haciendo un estrepitoso ruido. La pesada puerta de la entrada también estaba abierta, pero cuando George iba a cerrarla, descubrió que había sido “arrancada” de sus ejes, pero la cerradura solo se veía forzada por dentro de la casa. Era extraño que solo se hubiera despertado él, pues la puerta debía haber hecho un ruido estruendoso. Cerró la ventana del cuarto de costura, arregló la puerta de la entrada como pudo y volvió a la cama. Eran las tres y cuarto de la madrugada.
Al día siguiente, George llamó a un cerrajero para que arreglase la puerta de la entrada. El día fue básicamente como siempre: limpiar y organizar las cosas de la mudanza, aún quedaba mucho por hacer.
En dos ocasiones en el 112 de Ocean Avenue, apareció una figura espeluznante que más tarde los demonólogos descubrieron como una manifestación demoníaca.
Aquel ser se manifestó en la chimenea del cuarto de estar por primera vez. Su rostro se imprimió en fuego sobre la pared de ladrillos del hogar.
La segunda aparición fue en el cuarto de los niños. Estos empezaron a gritar, en mitad de la noche, diciendo que había un monstruo bajo sus camas. Cuando George salió de su habitación para investigar, efectivamente, ahí había una enorme figura blanca, con una capucha y un rostro realmente espantoso, y estaba bajando las escaleras. Ese fue el último rato que los Lutz pasaron en su casa antes de huir de ella.

## Jodie
Jodie es, según los demonólogos, un ser demoníaco que se manifestó en forma de cerdo, ya que ahí sacrificaban animales. El cerdo parecía estar casi permanentemente en la casa, pues podía comunicarse con Missy seguidamente.

### Extraña conducta de la niña
Kathy fue al piso de arriba, mientras George estaba echando más leña al fuego. No conseguía quitarse el frío de encima.
Kathy pasó a ver a sus hijos, cuando de pronto vio salir a su pequeña hija, Missy, del cuarto de costura. La conducta de Missy hizo que Kathy se parase a observar a la niña, que no la había visto. Missy se dirigió a su habitación, que estaba al lado del cuarto de costura, canturreando. Cuando llegó, se sentó en su cama y la niña, mirando por la ventana dijo… “¿No es hermosa la nieve, Jodie?”. 
Kathy le preguntó a su hija que con quién hablaba y ella le respondió que con Jodie, y que era un cerdito, amigo suyo, que solo ella podía ver.
Kathy mandó a la niña a dormir, y ella también se fue a acostar, junto con George y los niños.
Como de costumbre, George se despertó a las tres y cuarto de la madrugada y miró por la ventana. Las puertas de la caseta de los botes estaban de nuevo abiertas, aunque él las había cerrado antes de irse a dormir. Bajó a cerrarlas, cuando volvía, vio a su hija Missy en la ventana y detrás de ella había un cerdo enorme. George entró en su casa y subió rápidamente las escaleras y entró en el cuarto de la niña realmente sorprendido. Su hija estaba durmiendo plácidamente y ahí no había ningún cerdo.

### Sala de estar
Otro de los incidentes con Jodie, ocurrió en la sala de estar. Los niños estaban durmiendo, George y Kathy estaban frente a los leños, hablando sobre las cosas extrañas que les estaban ocurriendo en la casa. Kathy estaba asustada y preocupada, y se levantó a abrazar a su marido, cuando de pronto lanzó un grito y se echó las manos al rostro. George se dio la vuelta y vio que, por la ventana, unos ojos rojos les estaban observando. George salió y vio lo que eran claramente las pisadas de un cerdo, de al menos cien kilos. Y ahí fue lo que provocó el terror

### Jodie en la ventana
Missy estaba en su habitación hablando y canturreando, cuando Kathy entró y vio moverse sola la pequeña mecedora de Missy. Kathy se asustó pero no lo hizo notar delante de su hija, que seguía canturreando. De pronto, Kathy le preguntó a su hija que con quién hablaba, y la niña le respondió que con Jodie, y le contó lo que él le había dicho. Jodie le había dicho a Missy que antes vivía un niño en su habitación pero se puso muy enfermo y murió. También le dijo que Kathy no le gustaba y que no quería que se acercase a él, y que Missy se quedaría en la casa para siempre y jugaría con el niño que se puso enfermo y murió.
Al escuchar esto último, Kathy se horrorizó y le preguntó a Missy por dónde se había ido Jodie. La niña señaló hacia la ventana y cuando Kathy miró, había un cerdo enorme lanzando un gemido horrible. Kathy se puso a gritar histérica y George se alarmó y subió. Él también vio al cerdo y entonces cogió una silla del cuarto de la niña y la arrojó por la ventana. Jodie empezó a gritar y se fue corriendo por la nieve. La niña hizo un dibujo de aquel ser corriendo en la nieve. El abogado de Ronald DeFeo declaró en un programa de televisión del canal Discovery que él mismo le había contado a los Lutz muchas de las anécdotas de las cuales tranquilamente se pudieron haber válido para idear las famosas "apariciones paranormales". Weber les dijo que los vecinos de la casa tenían un gato que a menudo saltaba a la ventana del segundo piso de la casa, y que de noche se podían ver sus ojos brillantes, que no tenían nada sobrenatural, y que probablemente era lo que los Lutz veían.

## Pequeña habitación roja
La habitación roja era una habitación secreta que descubrieron Kathy y George un día en el sótano de la casa. Estaban colocando algunos alimentos en la alacena que utilizaban como pequeña despensa, cuando uno de los tablones de madera se separó un poco. Movidos por la curiosidad, George y Kathy empujaron más el tablón de madera hasta que lo derribaron. Quedaron los dos absolutamente perplejos. Detrás de aquella alacena había una habitación muy pequeña de aproximadamente de 1,20 por 1,50 metros, completamente pintada de rojo, suelo y techo incluidos. Dentro de aquella pequeña habitación se hallaba una especie de pozo mal sellado que desprendía un olor fétido. George consultó los planos de la casa y ni la habitación ni el pozo aparecían en ellos. Posteriormente, George se enteró de que Ronald DeFeo se dedicaba a sacrificar cerdos y otro tipo de animales dentro de la pequeña habitación. Asimismo, un documental de Discovery reveló, a través del testimonio de uno de los más íntimos amigos de la infancia de la familia DeFeo, que la habitación roja fue pintada por los mismos hijos de Ronald DeFeo padre y Louise DeFeo para utilizarlo como cuarto de juegos.

## Levitación, sueños y contactos sobrenaturales

### Levitación
Durante su estancia en la casa, Kathy tuvo varios incidentes por los que quedó psicológicamente marcada. Uno de aquellos fueron los fenómenos de levitación. Durante tres noches no consecutivas, George se despertó y vio a su mujer flotando unos dos palmos por encima de la cama. El primer día, al flotar, su rostro había cambiado y parecía una mujer de ochenta años. Las arrugas habían marcado su rostro y su pelo estaba completamente blanco. Al despertar, Kathy fue corriendo al baño y al mirarse en el espejo se desesperó. Ella y su marido estaban horrorizados. Por suerte, las arrugas se fueron yendo y al día siguiente no quedaba rastro alguno del extraño suceso. Su piel volvía a ser tersa y su pelo dorado.
El segundo día de levitación, Kathy quedó marcada por una especie de quemaduras que iban desde debajo de su pecho hasta el pubis. Dichas marcas eran de un color extremadamente rojo y al tocarlas ardían. Era como si hubiera fuego. Ni Kathy ni George quisieron llamar al médico por la situación extraña que había producido los daños en la joven.

### Sueños
Durante varias noches de su estancia en la casa, Kathy tuvo sueños extraños. Soñaba que toda su familia era asesinada con un rifle por la noche, o que una mujer mantenía relaciones sexuales con un amante, en la misma cama en la que Kathy estaba durmiendo. Más tarde, Kathy descubrió que la mujer con la que soñaba era la difunta Louise DeFeo y que, efectivamente, había tenido un amante secreto. Sus sueños se repitieron una y otra vez hasta que abandonaron la casa.

### Supuestos contactos sobrenaturales
Kathy solía pasar bastante tiempo en la cocina, ya fuera cocinando como limpiando, o simplemente pasando el rato o leyendo. Durante sus largas estancias en la cocina, Kathy habría sentido dos contactos sobrenaturales distintos.
Una vez se encontraba tomando un café cuando empezó a oler a perfume barato y dulzón. Entonces, sintió como algo se apoyaba cuidadosamente sobre uno de sus hombros y luego le cogía suavemente por la cintura. Kathy pensó en un contacto tranquilizador, pero aun así se asustó porque ahí no había nadie.
Otro de sus contactos también comenzó con aquel olor a perfume barato y dulzón. La situación era parecida. Kathy estaba lavando los platos y sintió cómo dos personas distintas le presionaban, pero esta vez no era cuidadosamente, sino bruscas y enérgicas.
Kathy dejó de pasar su tiempo libre en la cocina, pues tenía miedo de que esos contactos pudieran hacerle algún daño físico, como le había ocurrido con las quemaduras en la segunda de sus levitaciones.
También declaró que las cosas se movían de lugar o simplemente desaparecían.

## Jimmy y Carey

### Dinero
Jimmy era el hermano mayor de Kathy, y Carey era su prometida y posteriormente, su esposa. El día de la boda de Jimmy, éste fue al 112 de Ocean Avenue para visitar a su hermana y a su cuñado George. Jimmy traía consigo un sobre que portaba 1500 dólares para su viaje de luna de miel con Carey. Pidió a George que le guardara el sobrecito hasta el día en que se fueran de viaje, y lo dejó encima de la mesa de la cocina. Fueron a sentarse a la sala de estar, y cuando volvieron a la cocina el sobrecito no estaba. Lo buscaron por todas partes, les preguntaron a los niños, miraron debajo de las alfombras… Pero el sobre nunca apareció, tampoco después del viaje de luna de miel.

### Aparición
Tras su luna de miel, Jimmy y Carey se quedaron una noche en casa de los Lutz. Ellos durmieron en la cama de Missy y la pequeña, en una litera plegable en otra habitación. Mientras todos dormían plácidamente, Carey se despertó con un gran grito. George y Kathy fueron corriendo hacia la habitación donde Carey y Jimmy estaban durmiendo, y ahí encontraron a Jimmy abrazando a su mujer, que estaba realmente horrorizada.
Carey dijo que se había despertado porque un niño que estaba sentado en la silla de enfrente, le había estado tocando los pies, y que le dijo que le ayudara porque estaba muy enfermo.
Jimmy intentó tranquilizar a su esposa diciéndole que habría sido una pesadilla, pero George tocó la silla donde supuestamente había estado sentado aquel niño y aún estaba el sitio caliente.
Carey estaba tan segura de lo que había visto que nunca más quiso volver a acercarse al 112 de Ocean Avenue.

## Francine
George estaba bastante desconcertado con todo lo que estaba sucediendo en su casa, y por eso se puso en contacto con un amigo suyo que conocía a Francine, una chica con poderes sobrenaturales; una médium. Francine nació con velo veneciano y supuestamente por eso, Francine tenía esos poderes.
Cuando Francine entró en la casa estuvo manteniendo una charla con George hasta que ella misma sacó el tema espiritual. Le dijo a George que acercase la mano a cierto lugar y éste lo hizo. George notaba una corriente de aire frío cerca de la cocina. Francine entró ahí y dijo que había un olor extraño, a perfume barato. Kathy se quedó boquiabierta, pues no había mencionado ninguno de sus contactos en la cocina. Francine dijo que en la cocina había un anciano y una anciana y que posiblemente habían sido dueños anteriores de la casa o simplemente decidieron alojarse ahí después de su muerte. 
Francine se dirigió al sótano y dijo que seguramente eso hubiera sido un lugar de entierro, porque notaba que había gente enterrada bajo el suelo, y que seguramente alguien hubiera sido asesinado. Después sugirió salir del sótano, no le gustaba nada ese lugar. Subió al primer piso y al acercarse al cuarto de costura y al de Missy no quiso entrar. Dijo que ese lugar estaba lleno de energía negativa y que no quería entrar. En el cuarto de jugar de los niños dijo exactamente lo mismo, y notaba las corrientes de aire frío.
Después de ese breve recorrido por la casa, Francine quiso irse. En la puerta de entrada, le dijo al amigo de George, Eric, que no quería volver a entrar en esa casa nunca. Había malas energías.

## Sustancias extrañas

### Limo negro en los váteres
Kathy salió a hacer las compras de Navidad, cuando al volver, entró en el baño y encontró la porcelana de los váteres de un color negro y de olor nauseabundo. Ninguno de los niños había hecho nada en la taza de aquellos váteres, pero Kathy se enfadó e intentó limpiar aquel estropicio que no había manera de quitar con ningún tipo de producto de limpieza que Kathy tenía.

### Sustancia gelatinosa
Durante los últimos días de su estancia en la casa, empezó a salir una sustancia gelatinosa de color amarillento tirando ya a verde, sin ningún sitio de procedencia. Salía de las paredes, de las cerraduras de las puertas, también en todas partes de la casa, Pero al otro lado de cada puerta no había absolutamente nada.
Por mucho que George, Kathy o los niños limpiasen aquella asquerosa sustancia, volvía a salir de nuevo. El último día que vieron esa especie de gelatina, fue el último día que estuvieron en la casa, antes de huir. Las pruebas que realizaron los parapsicólogos después de que los Lutz abandonaran la casa, revelaron que aquello era ectoplasma.

## Poltergeist
Algunos sucesos que ocurrieron en el 112 de Ocean Avenue eran fenómenos de poltergeist. La mayoría de ellos se encontraban en la actividad de las puertas y ventanas, cuando se abrían solas.
Una de las víctimas de esos incidentes fue Chris, que estaba jugando en su habitación con Danny, y de repente se cerró la ventana cuando él tenía los dedos ahí. Empezó a gritar fuertemente de dolor y George subió corriendo. Liberó al niño de la ventana como pudo y lo llevó al hospital. Sorprendentemente, los dedos del niño estaban completamente planos pero no se había roto ningún dedo.
Otra víctima del poltergeist fue George, que durante dos noches consecutivas, se despertó a las tres y cuarto de la madrugada escuchando bombos, trombones y platillos en el piso de abajo. Parecía un desfile militar. Cuando entró en la sala de estar todos los muebles estaban apartados hacia los lados, como si alguien hubiera hecho sitio para hacer, efectivamente, un desfile militar.
En otra ocasión, George experimentó otro suceso de este tipo. En la sala de estar tenían un león de porcelana que de vez en cuando se movía supuestamente solo. Un día, el león se había movido hasta el suelo, y George tropezó con él. Al levantarse, tenía en el tobillo lo que parecían ser las marcas de unos colmillos que le habían mordido.

## El padre Pecoraro
El padre Pecoraro era sacerdote, psicólogo y juez. Se dedicaba a realizar su vida como sacerdote y realizaba algunos trabajos relacionados con sus otras dos carreras. Sus conocimientos psicológicos fueron los que lo ayudaron a no perder la cabeza con el asunto relacionado con el 112 de Ocean Avenue.
Aunque los Lutz no se dieron cuenta hasta un tiempo después de abandonar la casa, el padre Pecoraro no quiso volver nunca más por las agresiones físicas que le estaban sucediendo. Le aparecieron unas ampollas en las palmas de las manos, justo en la zona con la que cogía el teléfono al intentar telefonear a la casa de los Lutz. Las ampollas parecían estigmas. También sufrió una fuerte neumonía que persistió hasta pocos días después de la huida de los Lutz y pequeños accidentes con su vehículo cada vez que intentaba acercarse al 112 de Ocean Avenue. Uno de aquellos días, el apartamento del padre Pecoraro sufrió un ataque demoníaco, manifestado por un fuerte y nauseabundo olor a excrementos. El padre Pecoraro sabía de demonología, y ese persistente olor indicaba que había una presencia demoníaca relacionada con el lugar o con él mismo. Por eso el padre Pecoraro, quiso desentenderse completamente de todo lo relacionado con los Lutz y de su casa en Amityville. El sacerdote declaró más tarde que en realidad él jamás había pisado la casa, e inclusive, la única vez que se comunicó con la familia Lutz fue durante una llamada que Kathy le hizo para contarle sobre una extraña levitación que dijo haber sufrido. Toda vinculación que se hizo de él con la casa de Amityville fue deliberadamente sacada de contexto.

## "El horror vuelve a Amityville"
«El horror vuelve a Amityville», de Jay Anson, relata los espantosos fenómenos que les ocurrieron a los miembros de la familia Lutz, durante los 28 días que vivieron en aquella casa. El libro, que consta de 25 capítulos, se ha podido escribir gracias a la ayuda de George y Kathleen Lutz y a partir de la dura tarea de recordar día por día lo que les ocurrió en su casa y grabarlo en una cinta magnetofónica, para procurar que el “diario” fuera lo más completo posible.

## El fraude
Después del éxito de "Horror en Amityville", el sacerdote que Jay Anson mencionaba como el que intentó realizar el exorcismo durante la estancia de George y Kathy Lutz en la casa, y se descubrió que durante esa noche no hubo más que vientos precipitados y no una tormenta como afirmaron los Lutz. Tampoco se registró ninguna llamada al departamento de policía como los Lutz indicaron que habían hecho. Pero sin duda alguna la inconsistencia que más predominó para considerar la novela de Jay Anson un fraude, fue una declaración hecha por William Weber, el abogado de Ronald DeFeo quién acusó a George Lutz de no haber cumplido con su pacto. Aparentemente, De Feo había hecho un trato con los Lutz y con el mismo periodista Jay Anson para relatar un caso sobre apariciones demoníacas en la casa donde él había cometido los asesinatos. Esto lo ayudaría a reducir su sentencia debido a que su investigación podría ser modificada y el hecho de que había matado sin iniciativa propia podía ser considerado. A cambio de ello, los Lutz lograrían tener fama y dinero. Una contradicción de todo esto fue cuando George y Kathy Lutz fueron sometidos al detector de mentiras resultando "cierto" a todas sus declaraciones en el programa Good Morning America. Además se logró comprobar que nunca existió un hombre que proviniera de Salem con el nombre de John Catchum, tal como afirmó Jay Anson. Los dos únicos hombres con el nombre de John Catchum fueron identificados; el primero nacido en Inglaterra en 1622, dedicado a los juicios y creyente en brujas. El segundo, nació en 1780 en Estados Unidos de ascendencia inglesa perteneciente a grupos religiosos. Por lo tanto no pudo comprobarse fiablemente si un John Catchum proveniente de Salem fuera real. Esto causó más polémica entre la veracidad de la historia. Más tarde, Ronald DeFeo se quejó del escritor Ric Osuna, autor de The Night the DeFeos died, acusándolo de modificar por completo la versión real de los hechos ocurridos en Amityville en 1974, e incluso mostró una carta de Ric Osuna hacia Kathy Lutz donde le decía: Ustedes pueden modificar lo que quieran del manuscrito original.
El escándalo continuó cuando Bárbara y James Cromarty, nuevos propietarios de la vivienda, demandaron a la familia Lutz y a Jay Anson por difamación, además de verse obligados a solucionar el problema de la gran cantidad de personas que visitaban la casa a raíz de la novela. Además, ni la familia Cromarty ni las siguientes familias que habitaron la casa vivieron fenómenos paranormales como los que describieron los Lutz. Esto se convirtió en una razón más por la que la historia de Amityville puede ser considerada una mentira. Kathy Lutz falleció el 17 de agosto de 2004 y George Lutz murió el 8 de mayo de 2006 en Las Vegas a causa de un paro cardiaco. Tenía 65 años. Ronald DeFeo murió en prisión el 12 de marzo del 2021 mientras cumplía su condena en el Centro Correccional Sullivan, una prisión de máxima seguridad en la parte sur del estado; El departamento de prisiones indicó que no podía revelar por qué DeFeo fue hospitalizado, citando las leyes de privacidad sanitarias La oficina forense del condado de Albany, encargada de determinar qué causó su muerte, dijo que no divulga esa información, excepto a los familiares de los muertos.

## En la cultura popular
- En 2010, el programa uruguayo Voces anónimas dedicó un episodio que cuenta relatos de supuestas apariciones de los espíritus de los antiguos moradores que se dice que se manifiestan en esta casa.